# Broken Comedy
Broken Comedy war ein Projekt der ProSiebenSat.1-Tochterfirma RedSeven Entertainment. Auf der Internetplattform brokencomedy.de wurden diverse Clips von verschiedenen kooperierenden Produzenten vorgestellt, die von den Nutzern bewertet werden konnten. Entsprechend dem Votum wurde entschieden, welche Clips in der von 2009 bis 2011 ausgestrahlten Fernsehsendung gezeigt wurden.

## Fernsehsendung
Ziel des Projekts war es, Produktionsfirmen mit geringeren als im TV üblichen Budgets auszustatten, um sie kurze Comedyformate für das Internet produzieren zu lassen.
Durch diese kostengünstige Herangehensweise sollten nicht nur die herkömmlichen Produktionsfirmen, sondern auch junge Kreativwerkstätten (z. B. Filmhochschulen) die Gelegenheit bekommen, eigene Clips zu präsentieren. Ausgestrahlt wurde die erste Staffel mit sechs Folgen erstmals ab dem 21. Juli 2009 auf ProSieben. Seit der zweiten Staffel (neun Folgen) wurden die Clips mit Nummernkomödien von Carolin Kebekus vermischt, deren Name nun als einziger im Vorspann erschien; zudem gab es Szenen, in denen Serdar Somuncu als türkischer Taxifahrer auftrat, der Kebekus chauffiert. In der dritten Staffel sind weitere neun Folgen zu sehen. Die Mehrheit der in der Sendung gezeigten Sketche wie auch jene im Internet sind in Zusammenarbeit mit Kebekus entstanden.
Titelmusik ist Rock ’n’ Roll Queen von The Subways. Serdar Somuncu spielte in der zweiten Staffel ständig mit (als Taxifahrer, Imbissbudenbesucher, Schei$-T [Rapper aus Köln-Porz] und weitere). Torsten Fraundorf, der den Gangster-Rapper Fifty Sven spielte, ist Leiter des Teams Improversum.
Am 20. Februar 2015 wurde die komplette Show von Turbine Home Entertainment auf DVD veröffentlicht.

## Auszeichnungen
- 2011: Montreux Comedy Award in der Kategorie Best Sketch Show

### Nominierungen
- 2010: Rose d’Or in der Kategorie Comedy[8]
- 2010: Adolf-Grimme-Preis in der Kategorie Unterhaltung[9]

## Produktionsfirmen
- Assmann Media
- Biller & Vass TV Produktion
- bummfilm GmbH
- DavidsonTV
- Filetmignon
- Improversum TV und Musikproduktions- und Verlags GmbH & Co KG
- karsch-media GmbH
- nagelstudios.tv
- NEtotal Entertainment
- RedSeven Entertainment
- Riesenbuhei Entertainment
- SEO Entertainment
- Weber & Behn[10]